# Unto Koistinen
Unto Koistinen, född 25 juli 1917 i Helsingfors, död 9 maj 1994 i Esbo, var en finländsk målare och grafiker. Han var far till grafikern Johanna Koistinen.
Koistinen studerade 1936–1937 vid Centralskolan för konstflit, 1944–1946 vid Finlands konstakademis skola och 1947 vid Kungliga Akademien för de fria konsterna i Stockholm samt ställde ut första gången 1945.
En central ställning i Koistinens produktion intar figurbilder och landskap, som uttrycker en lyrisk, ofta fantastisk eller expressionistisk uppfattning av motivet. Han är mest känd som avbildare av finstämda kvinnogestalter och för naketstudier, bl.a. i kamémålningarna börjande från 1960-talet. Han är känd även för sina, vanligen fria, författarporträtt bl.a. i Otavas, WSOY:s och Tammis samlingar, samt en lång rad självporträtt.
Koistinen tillhörde utställningsgruppen Purnu, i vilken alla medlemmar var födda 1917, och han engagerade sig mycket i konstcentrets verksamhet i Orivesi. Han representerade Finland på biennalen i Venedig 1958. År 1963 erhöll han Pro Finlandia-medaljen och 1970 förlänades han professors titel. En minnesutställning över Koistinen ordnades i Helsingfors konsthall 1997.

### Uppslagsverk
- Koistinen, Unto i Uppslagsverket Finland (webbupplaga, 2012). CC-BY-SA 4.0